# IC 1038
IC 1038 ist eine Spiralgalaxie vom Hubble-Typ S im Sternbild Bärenhüter am Nordsternhimmel. Sie ist rund 388 Millionen Lichtjahre von der Milchstraße entfernt.
Das Objekt wurde am 19. Juli 1892 von Stéphane Javelle entdeckt.